# Bonito de Toledo
Bonito (también Bonitus en latín) fue un religioso católico que fue arzobispo de Toledo entre 859 y aproximadamente 892, durante el período de dominio musulmán de la ciudad. Fue sucesor de Wistremiro según el Códex Aemilianense. El catálogo no le adjudica fechas de mandato, pero en la opinión de Flórez fue escogido después de Eulogio de Córdoba, por tanto hacia el 859. Aunque no se tienen datos sobre su vida ni obra, su pontificado fue largo, de más de treinta años de duración. Su sucesor fue un prelado llamado Juan, si bien algunos autores dudaron si había habido algún otro obispo entre Bonet y Juan, Flórez lo sitúa como su inmediato sucesor.